# Pelusilla del ombligo

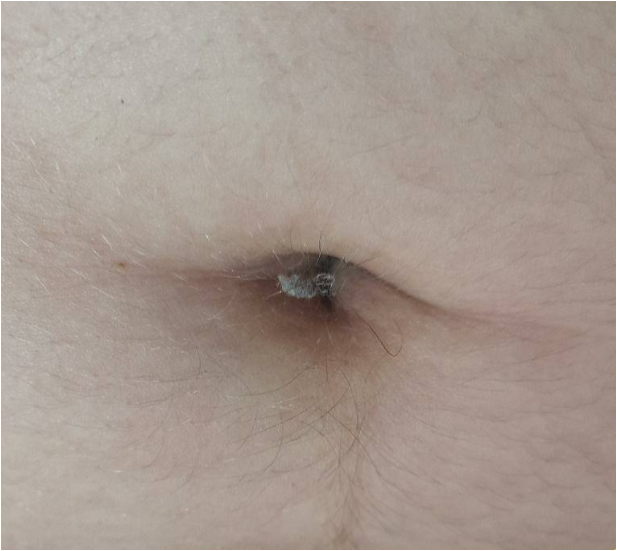
Pelusilla en el ombligo.

La pelusilla del ombligo, también llamada borra del ombligo o borrita del ombligo, es la acumulación de fibras sueltas en el ombligo.
Mucha gente descubre que, al principio y al final del día, ha aparecido una pequeña bola de pelusa en su ombligo. El porqué ha sido objeto de conjeturas durante muchos años, pero en 2001 el doctor Karl Kruszelnicki de la Universidad de Sídney (Australia) realizó una encuesta en su página web para obtener datos sobre la pelusa del ombligo. Sus principales hallazgos fueron los siguientes:       
- La pelusa del ombligo consiste principalmente en las fibras sobrantes de la ropa, mezcladas con piel muerta y algo de vello.
- La pelusa se desplaza de abajo arriba y no al revés como sería más «verosímil». El proceso migratorio es el resultado de la fricción del vello corporal con la ropa interior, que arrastra las fibras sueltas hacia el ombligo.
- Las mujeres tienen menos pelusa en el ombligo debido a que su vello corporal es más fino y corto. Por el mismo motivo, los hombres mayores, por tener vellos más ásperos y numerosos, acumulan una mayor cantidad de pelusa.
- La coloración azul se debe a la existencia de fibras azules en la mayor parte de las prendas de vestir.
- La existencia de pelusilla en el ombligo no reviste ningún peligro para la salud.

La dedicación del doctor Kruszelnicki para resolver este misterio le valió una recompensa en 2002, cuando recibió el Premio Ig Nobel de Investigación Interdisciplinaria.
Graham Barker, de Perth (Australia), está en el libro Guinness de Récords por acumular la mayor cantidad de pelusa umbilical. Ha estado coleccionando su propia pelusilla casi todos los días desde el 17 de enero de 1984, y produce alrededor de 3,03 mg cada día. Al contrario de lo que dice el estudio del doctor Kruszelnicki, su pelusa tiene un tono más bien rojizo, a pesar de que no suele llevar ropa roja.
En 2009, la revista Medical Hypotheses publicó un trabajo del químico Georg Steinhauser, basado en 503 muestras de su propio ombligo, que concluye que la composición de la pelusilla contiene, además de fibras de tejido, células muertas, grasa y proteínas, aventurando la hipótesis de que podría tener una función en la limpieza de esta zona del abdomen. Asimismo, observa un papel crucial del vello en su formación, siendo por tanto menor en las mujeres, y no apareciendo tras la depilación. Como dato curioso, el estudio también incluye la observación de que los tejidos viejos producen menos pelusilla que los nuevos.

## Proyecto «Bioma del ombligo»
Un proyecto realizado por investigadores de la Universidad Estatal de Carolina del Norte, el Belly Button Diversity Project (BBDP), que desde 2010 investiga el «bioma del ombligo», identificó en el frotis de 60 ombligos un total de 2368 especies diferentes de bacterias, más de 1400 de los cuales eran desconocidos.
Asimismo, cirujanos en Japón realizaron estudios sobre las muestras de la pelusilla en 24 pacientes, tras descubrir la presencia de Pseudomonas aeruginosa. Los resultados revelaron la presencia de una «diversidad sorprendente de bacterias».
Como dato estadístico de la masa de las pelusas, la revista Medical Hypotheses señala que, estadísticamente, la moda está entre 1,20 y 1,29 mg, mientras que el promedio (una medida estadística muy sensible a los extremos) es de 1,82, debido a que se encontraron un par de pelusillas de magnitud mayor.